# Deutsche Cadre-45/2-Meisterschaft 1926

Veranstaltungsort: Mainz

Die Deutsche Cadre-45/2-Meisterschaft 1926 war eine Billard-Turnierserie und fand vom 30. April bis 1. Mai 1926 in Mainz zum achten Mal statt.

## Geschichte
Seinen achten deutschen Meistertitel gewann der für Berlin startende Düsseldorfer Albert Poensgen in Mainz. Und wieder mit einer neuen Rekordleistung. Im Generaldurchschnitt (GD) steigerte er seinen Rekord von 16,83, aufgestellt 1922 in Köln, auf 18,89. Zum dritten Mal belegte der Magdeburger Albert Herbing den zweiten Platz vor Carl Foerster, der seinen dritten Platz aus dem Vorjahr verteidigte.
Erstmals spielten drei Ungarn bei der Deutschen Meisterschaft mit, da es in Ungarn noch keinen Billardverband gab.

## Turniermodus
Das ganze Turnier wurde im Round-Robin-System bis 400 Punkte ohne Nachstoß gespielt. Bei MP-Gleichstand wurde in folgender Reihenfolge gewertet:
1. MP = Matchpunkte
2. GD = Generaldurchschnitt
3. HS = Höchstserie

## Abschlusstabelle
| MP    | Match Points (Sieger = 2; Unentschieden = 1; Verlierer = 0) |
| Pkte. | Erzielte Karambolagen                                       |
| Aufn. | Benötigte Versuche                                          |
| GD    | Generaldurchschnitt                                         |
| BED   | Bester Einzeldurchschnitt eines Spielers                    |
| HS    | Höchstserie                                                 |
|       | Bester GD des Turniers                                      |
|       | Bester ED des Turniers                                      |
|       | Beste HS des Turniers                                       |
|       | 1. Platz (Gold)                                             |
|       | 2. Platz (Silber)                                           |
|       | 3. Platz (Bronze)                                           |

| Klassement                 | Klassement                 | Klassement | Klassement | Klassement | Klassement | Klassement | Klassement |
| Platz                      | Name                       | MP         | Pkte.      | Aufn.      | GD         | BED        | HS         |
| -------------------------- | -------------------------- | ---------- | ---------- | ---------- | ---------- | ---------- | ---------- |
| 1                          | Albert Poensgen (Berlin)   | 12:0       | 2400       | 127        | 18,89      | 25,00      | 118        |
| 2                          | Albert Herbing (Magdeburg) | 10:2       | 2314       | 156        | 14,83      | 18,18      | 70         |
| 3                          | Carl Foerster (Aachen)     | 6:6        | 1957       | 139        | 14,07      | 20,00      | 84         |
| 4                          | Otto Unshelm (Solingen)    | 6:6        | 1860       | 170        | 10,94      | 16,66      | 74         |
| 5                          | Jákap Pap (Budapest)       | 4:8        | 1781       | 175        | 10,17      | 13,33      | 69         |
| 6                          | Iszák David (Budapest)     | 4:8        | 1598       | 160        | 9,98       | 12,90      | 66         |
| 7                          | Arpád Mezey (Budapest)     | 0:12       | 1242       | 179        | 6,93       | –          | 43         |
| Turnierdurchschnitt: 11,89 |                            |            |            |            |            |            |            |